# Rothenfluh
Rothenfluh ist eine politische Gemeinde im Bezirk Sissach des Kantons Basel-Landschaft in der Schweiz.

## Geographie

Historisches Luftbild von Werner Friedli von 1950

Rothenfluh liegt auf 471 m ü. M. im oberen Ergolztal beim Zusammenfluss von Ergolz und Dübach. Das Dorf wird von mehreren Felsenbändern flankiert, welche die Abbrüche der umliegenden Hochebenen bilden: im Südwesten durch das Müliflüeli (630 m ü. M.), im Südosten durch die Ringelfluh (659 m ü. M.) und im Norden durch die mächtige namengebende Rote Fluh (658 m ü. M.). Der höchste Punkt im Gemeindebann ist der Solchopf (718 m ü. M.). Rothenfluhs Nachbargemeinden sind im Uhrzeigersinn Anwil, Wenslingen, Ormalingen und Hemmiken im Kanton Basel-Landschaft sowie Wegenstetten und Wittnau im Kanton Aargau.

## Geschichte
Ein prähistorischer Sonnenkalender auf der Roten Fluh weist darauf hin, dass die Gegend schon in frühster Zeit besiedelt war. Funde aus römischer und keltischer Zeit in den Jahren 2019 bis 2025 von Spähern der Archäologie Basel-Landschaft bestätigen die Anwesenheit von Römern und Kelten auf dem Gebiet «Uf der Flue / Horn». Über das frühmittelalterliche Rothenfluh ist auch einiges bekannt. Es bestand zu jener Zeit aus einem Konglomerat von 5 Weilern: Hendschikon, 1680: «Hentzgen», Hof des Johannes oder Sankt Johann Gut, heute unverständlicherweise Ängsten genannt, dazu Werdlingen, Loglingen, Holwingen und Gastwingen. Während die anderen Weiler verödeten, entwickelte sich aus Loglingen das heutige Rothenfluh, welches 1196 als Rotenfluo erstmals urkundlich erwähnt wurde. Im Mittelalter waren die Familien der Thiersteiner und der Münch die wichtigsten Grundbesitzer im Dorf. 1525 war Rothenfluh eine der ersten Kirchgemeinden der Basler Landschaft, welche zum Protestantismus konvertierten, was für einige Wirren sorgte. Auch war das Dorf zu jener Zeit eine Hochburg der Täufer. Bis 1545 kam das Dorf in den Besitz der Stadt Basel, welche es in das Amt Farnsburg eingliederte. Die Herrschaft endete 1798 im Zuge der Helvetischen Revolution und wurde 1814 mit der Restaurationsverfassung wiederhergestellt. 1832 gehörte Rothenfluh zu den 46 Gemeinden, welche den neuen Kanton Basel-Landschaft gründeten.

## Wappen
Das Wappen zeigt auf goldenem Grund eine rote Fluh auf grünem Dreiberg. Die Fluh wird von zwei grünen Tannen mit roten Stämmen beseitet. Die Farben Gold/Rot/Grün entstammen dem Wappen der Grafen von Thierstein bzw. der baslerischen Herrschaft Farnsburg, zu dem Rothenfluh nacheinander gehört hatte. Die beiden Tannen weisen auf den Waldreichtum der Gemeinde hin (617 ha von 1095 ha sind bewaldet).

## Bevölkerung
Rothenfluh hat 726 Einwohner, wovon der Ausländeranteil 14,0 % beträgt. 46,7 % der Bevölkerung sind reformiert und 9,8 % römisch-katholisch, die restlichen 43,4 % gehören einer anderen Konfession an oder sind konfessionslos (Stand: 31. Dezember 2024).

## Wirtschaft
Die Landwirtschaft hat in den letzten Jahrzehnten stark an Bedeutung verloren. Es gibt zwar einige Gewerbebetriebe im Dorf, doch arbeiten die meisten Einwohner auswärts.

## Verkehr
Von Rothenfluh sind alle Nachbargemeinden ausser Wenslingen über asphaltierte und gut ausgebaute Strassen erreichbar. Mit Wenslingen ist das Dorf über einen nicht asphaltierten Karrenweg verbunden. Die nächsten Autobahnanschlüsse befinden sich in Sissach (A2 / 11 km) und Frick (A3 / 16 km). Des Weiteren sind das Dorf und die Weiler Säge und Asp an die Postautolinie 102 Gelterkinden–Salhöhe angeschlossen.

## Sport
In Rothenfluh sind diverse Sportvereine ansässig. Es gibt einen Turnverein, eine Feldschützengesellschaft, einen Reitverein, der mit der alljährlichen Springkonkurrenz den grössten Sportanlass des Dorfes durchführt, sowie den Inline-Hockey-Club Red Rocks Rothenfluh (www.redrocks.ch) der in der Saison 2007 in die Nationalliga B des Schweizerischen-Inline-Hockey-Verbandes (www.fsih.ch) aufgestiegen ist und deren Senioren im Jahr 2022 Schweizer Meister geworden sind. Ein gut ausgebautes Wanderwegnetz rundet das Sportangebot ab.

## Sehenswürdigkeiten
- Kirche St. Stephan mit typischem Käsbissenturm. Der heutige Bau stammt aus dem Jahr 1856. Darin integriert ist der aus dem Jahr 1613 stammende Kirchturm.
- Pfarrhaus im gotischen Stil aus dem Jahr 1534
- Speicherhaus aus dem 17. Jahrhundert
- Grenzstein mit den Wappen von Basel und Habsburg. Rothenfluh grenzte bis 1803 an Vorderösterreich.
- Prähistorischer Sonnenkalender auf der Roten Fluh

## Galerie

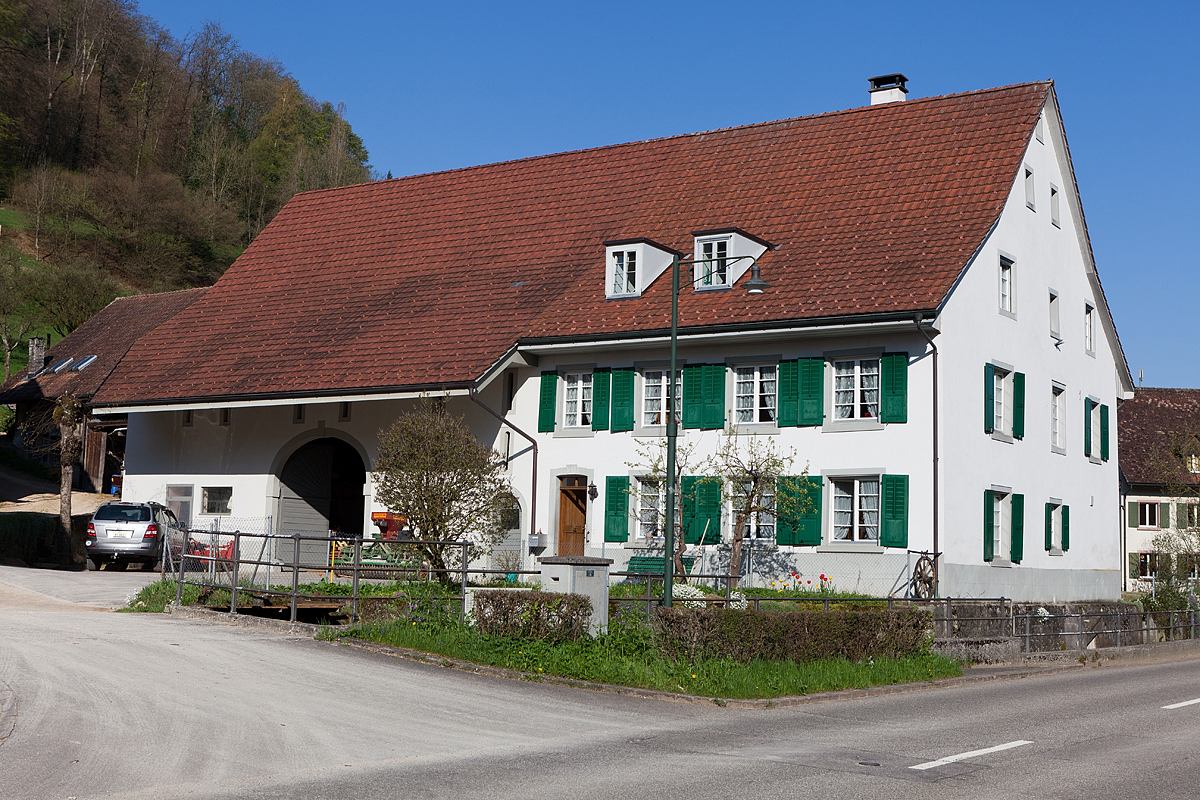
Bauernhaus (Kulturdenkmal)
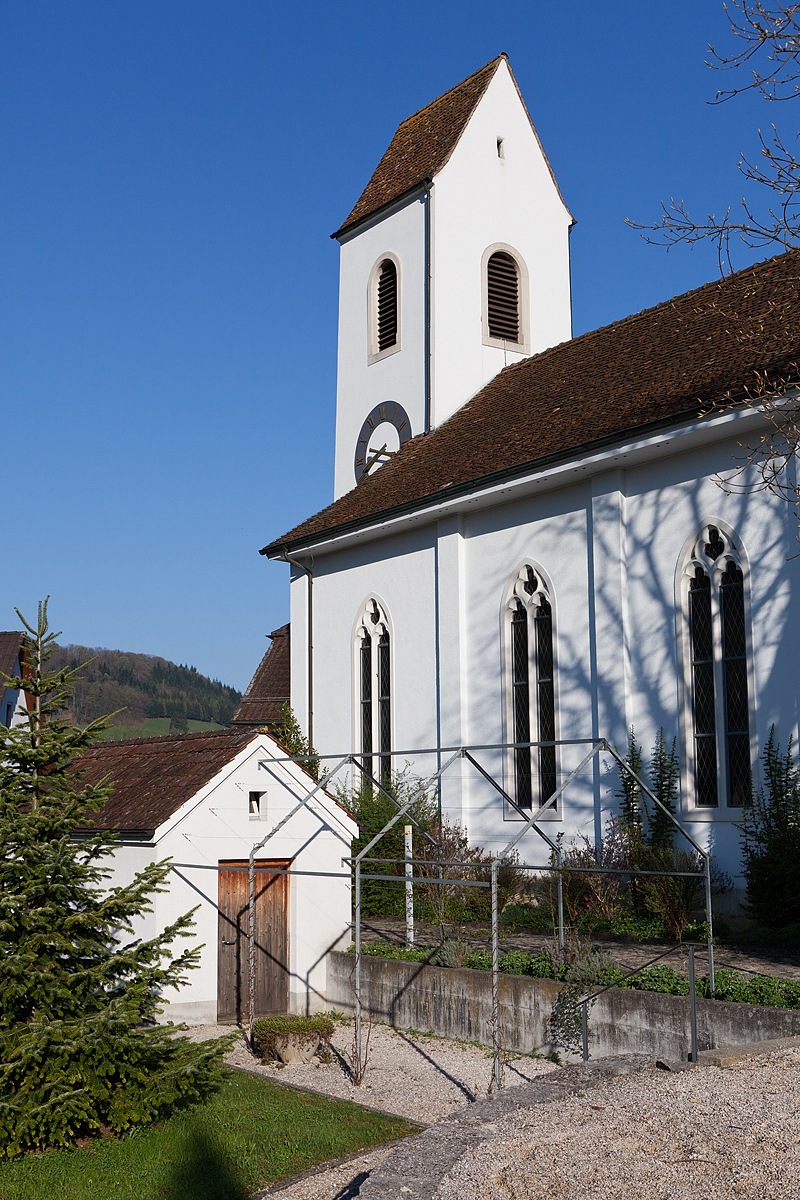
Kirche St. Stephan
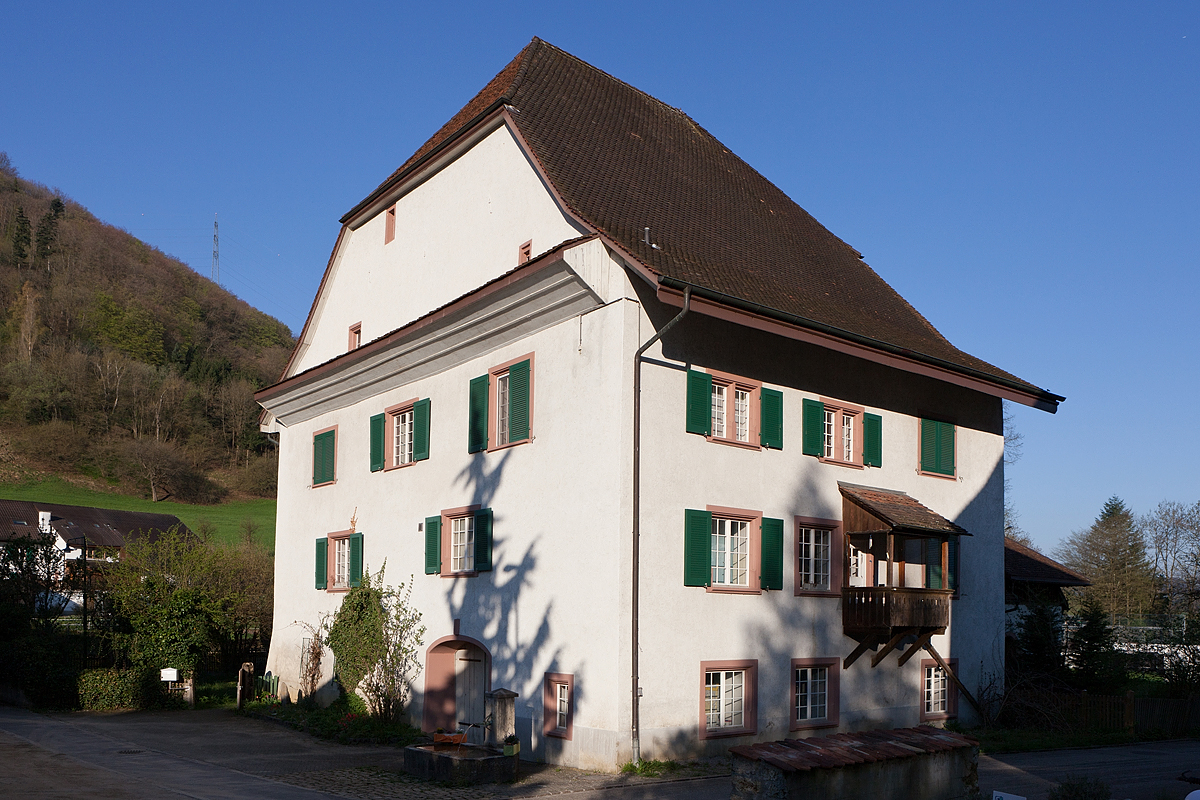
Pfarrhaus
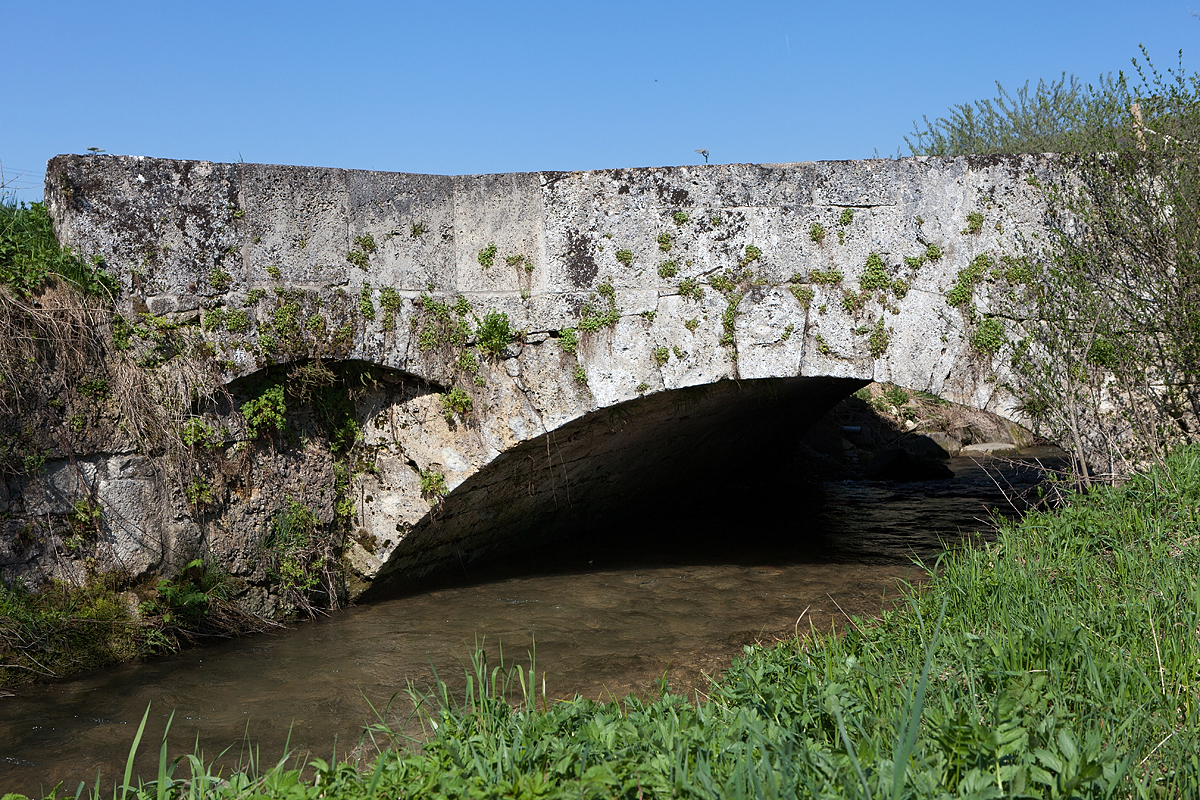
Ergolzbrücke «Im Weier»
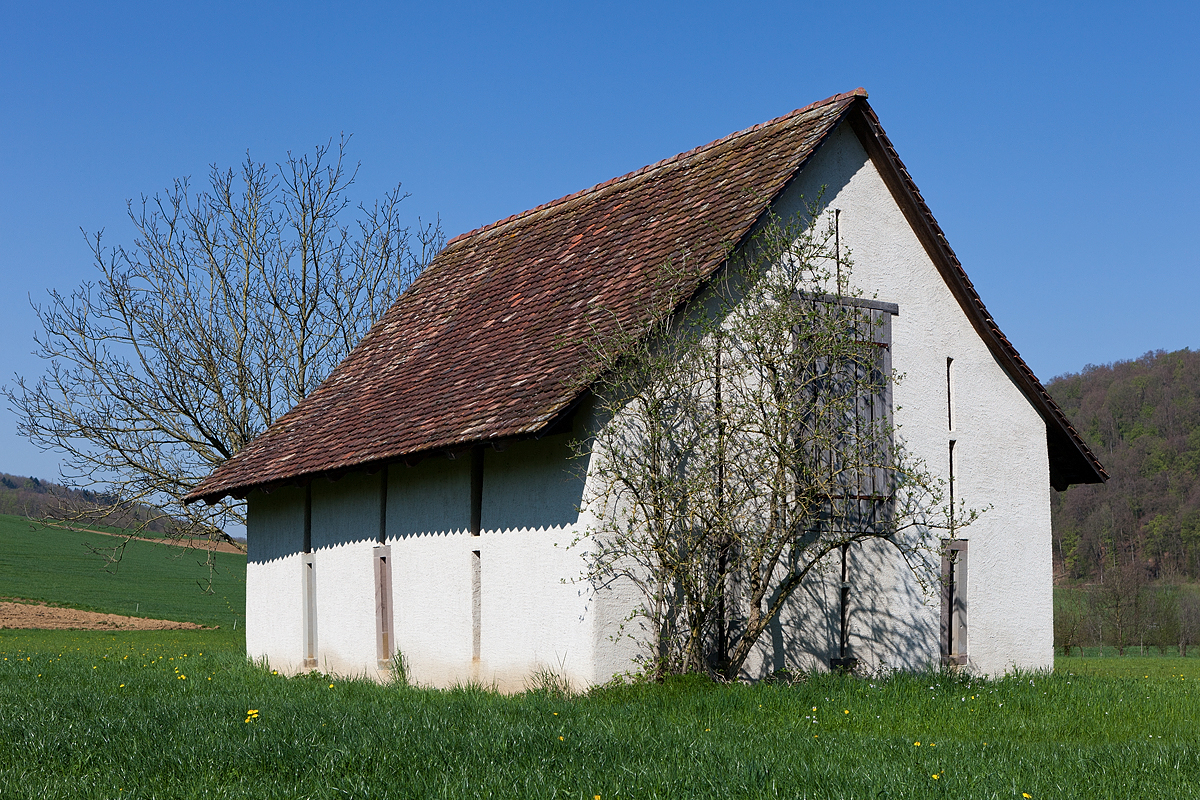
Feldscheune «Säge»
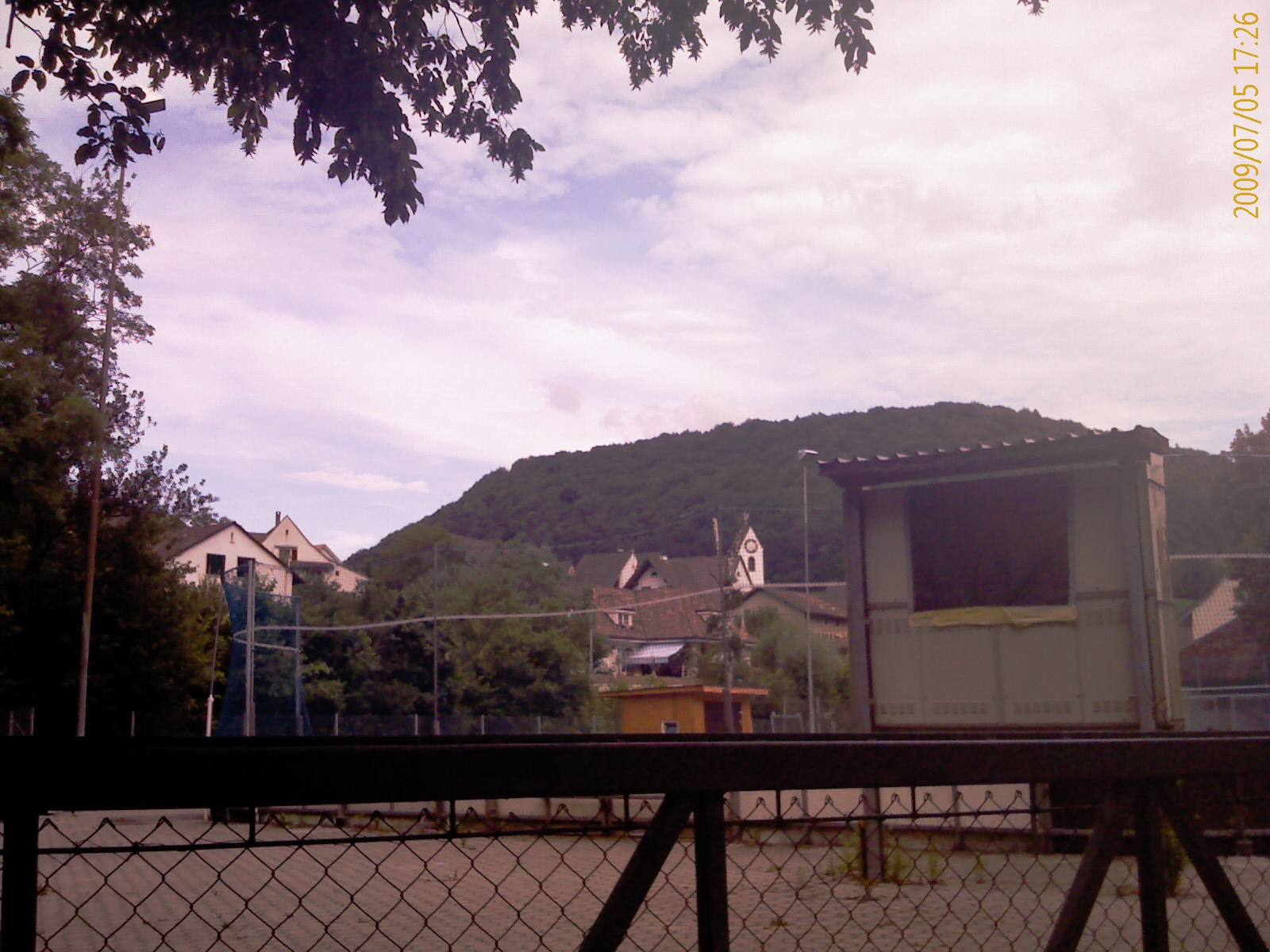
Inlinehockeyplatz

## Persönlichkeiten
- Friedrich Ecklin (1830–1904), evangelischer Geistlicher in Neuenburg
- Fritz Lieb (1892–1970), reformierter Theologe, Slawist und Hochschullehrer
- Karl Glatt (1912–2003), Künstler
- Bruno Gerber (* 1964), Bobfahrer
- Sarah-Jane (* 1985), Sängerin